# Musikinstrumenten-Museum Markneukirchen

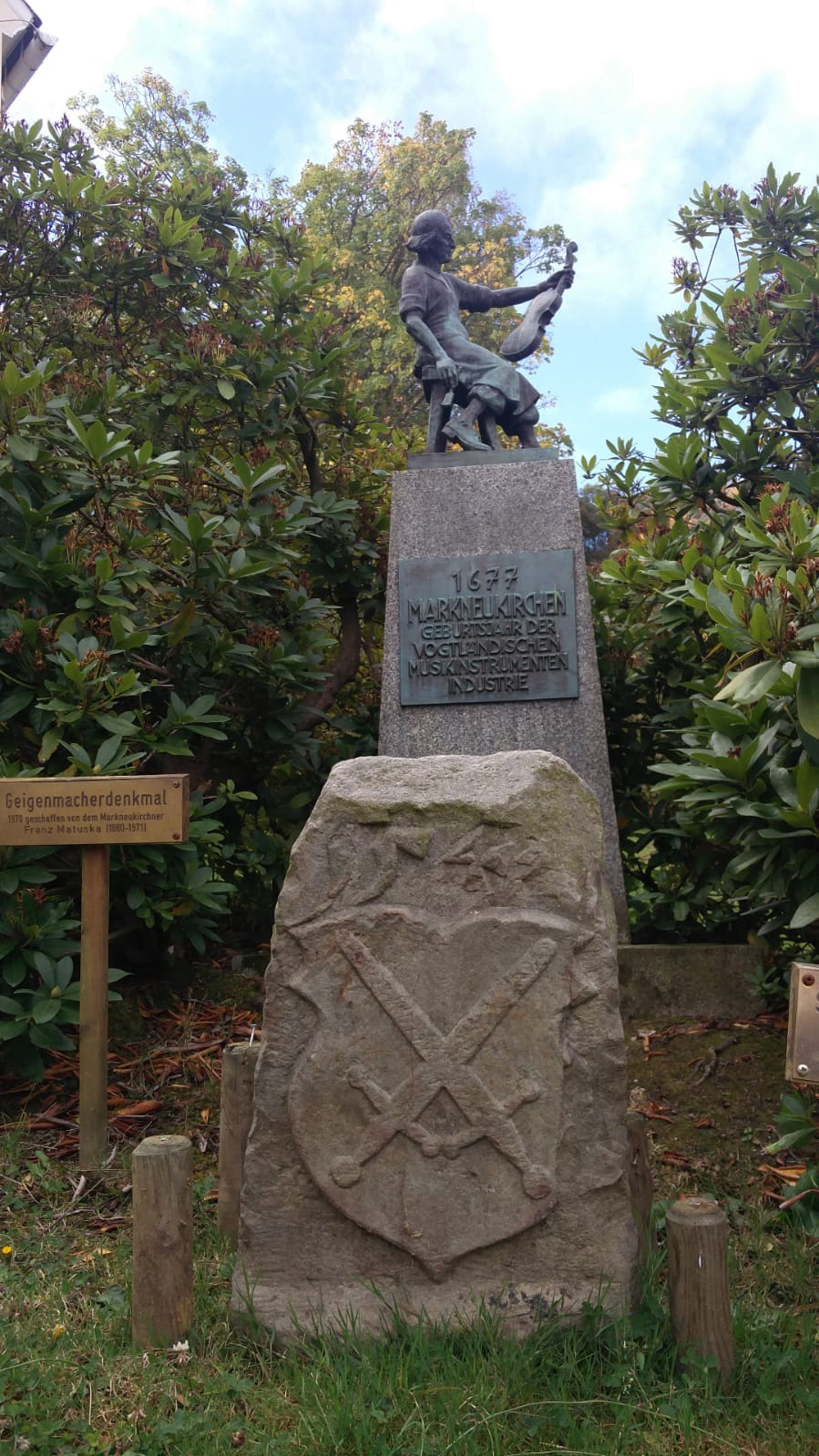
Geigenbauerdenkmal von Franz Matuska im Garten des Musikinstrumentenmuseums Markneukirchen, 1970 aufgestellt (2018)

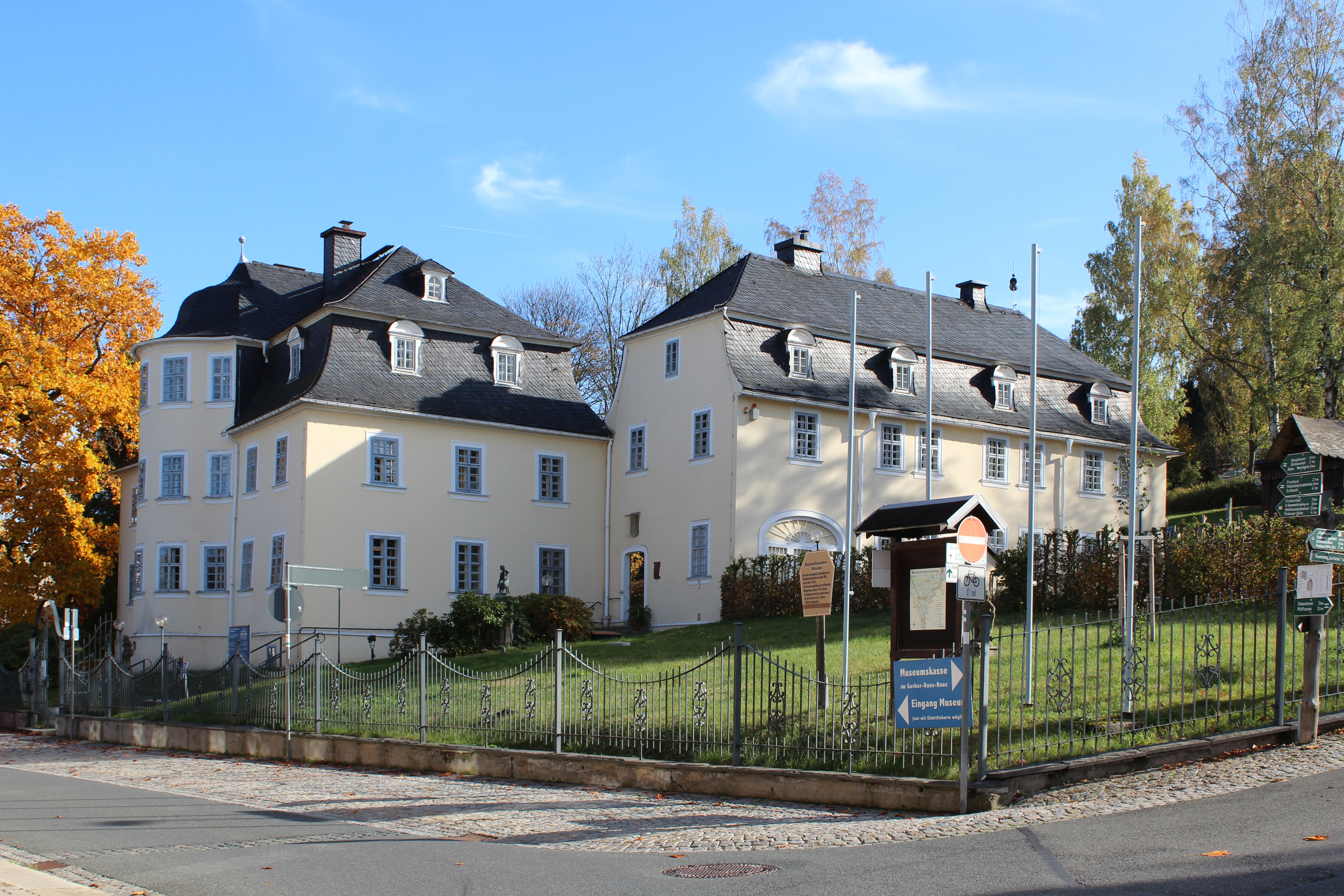
Musikinstrumenten-Museum Markneukirchen, Außenansicht 2019

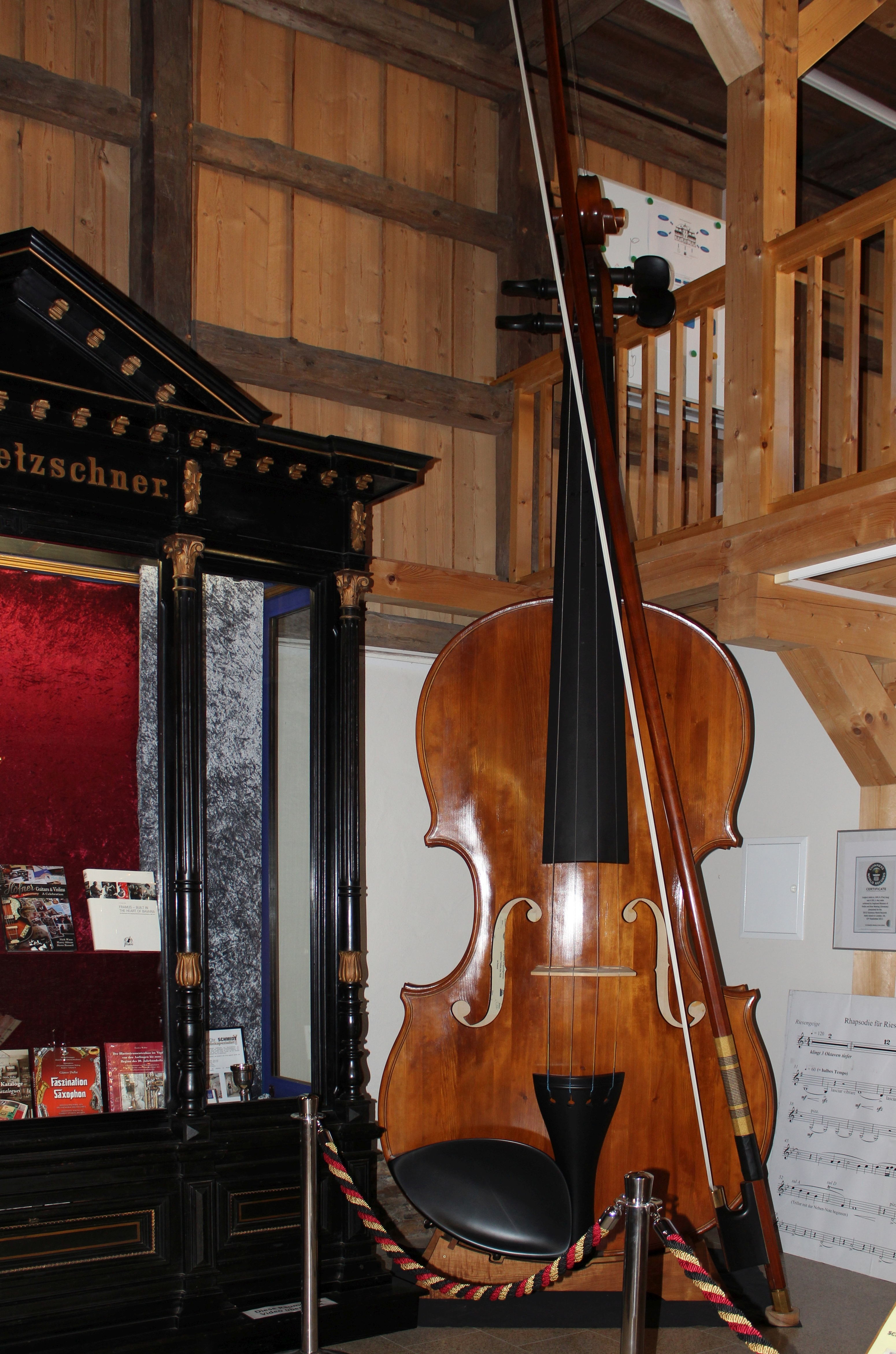
Riesengeige, die größte spielbare Geige der Welt, eingetragen im Buch Guinness World Records 2012. Sie hat eine Länge von 4,27 m, ist 7-mal so groß wie eine 4/4-Geige und hat eine Masse von ca. 131 kg. Die Saiten schwingen 3 Oktaven tiefer als die einer gewöhnlichen Geige. Sie entstand im Jahr 2010 in ca. 1700 Arbeitsstunden. Der Bogen ist 5,22 m lang (2019)

Das Musikinstrumenten-Museum Markneukirchen im Musikwinkel im sächsischen Vogtland ist ein Musikinstrumentenmuseum, das den Musikinstrumentenbau vom 17. Jahrhundert bis zur Gegenwart darstellt. Zahlreiche Unikate und Kuriositäten beleben die Sammlung.

## Geschichte
Das Museum wurde 1884 als Vogtländisches, später Städtisches Gewerbemuseum, durch den Städtischen Gewerbeverein Markneukirchen (gegründet 1872) auf Anregung des Gitarrenbauers Viktor Wettengel (sen.) nach einem Besuch der Bayerischen Gewerbe-, Industrie- und Kunstausstellung 1882 und auf Initiative des Lehrers und Organisten Paul Otto Apian-Bennewitz gegründet. In dieser Zeit blühte der Orchesterinstrumentenbau aufgrund des Handels in viele Länder Europas und vor allem in die Vereinigten Staaten von Amerika. Der Gründer des Museums beabsichtigte eine Lehrstätte für die einheimischen Musikinstrumentenmacher zu schaffen, die auch Musikinstrumente aller Länder der Erde aufnimmt. Über 6500 Instrumente aus allen Kontinenten gehören zum Bestand der Sammlung, davon sind rund 1400 Instrumente in der Dauerausstellung vertreten. Der einheimische Instrumentenbau prägt die Sammlung, viele der Instrumente sind Spenden der heimischen Instrumentenbauer oder deren Nachfahren. Nach dem Apian-Bennewitz im Jahre 1892 verstarb, übernahm der Organist Franz Hellriegel die Museumsleitung. Diese Aufgabe erfüllte er bis zu seinem Tode in 1912. 
Trotz Schließung des Museums bei Ausbruch des Zweiten Weltkrieges wurde die Instrumentensammlung 1942 in ein spätbarockes Wohnhaus – das Paulus-Schlössel oder Paulus-Schlößchen umgezogen. Seit ihrer Eröffnung zählte die Ausstellung, die teilweise auch in dem nahen Gerber-Hans-Haus untergebracht ist, weit über drei Millionen Besucher. Das Hauptgebäude bildet ein dreiflügeliges Bauwerk, dessen Errichtungszeitraum zwischen 1784 und 1789 liegt. Die Erbauung lag in den Händen des Ratszimmermeisters Johann Adam Mönnig. Im Jahre 1938 kam es zu erheblichen und eingreifenden Sanierungsarbeiten, in deren Verlauf der Südflügel und Teile des Ostflügels abgerissen wurden.
Die stetig erweiterte Sammlung umfasst heute zirka 3.200 Musikinstrumente, darunter neben vogtländischen Instrumenten auch 250 Exponate der Musikkulturen ferner Kontinente, Rieseninstrumente und Miniaturen.

### Direktoren des Museums
- Paul Otto Apian-Bennewitz, 1884 bis 1892[6]
- Franz Hellriegel, 1892 bis 1912
- Richard Günther, 1912 bis 1933
- Philipp Wettengel, 1933 bis zur Schließung bei Ausbruch des Zweiten Weltkrieges
- Hans Henning Jordan, 1949 bis 1954
- Erich Wild, 1954 bis 1964
- Ernst Gewinner, 1965 bis 1994
- Heidrun Eichler, 1994 bis 2020
- Stefan Hindtsche, 2020 bis 2022
- Kim Grote, ab 2022[7]

## Der Museumskomplex
Das Museum umfasst das Gerber-Hans-Haus mit Tourismusbüro, Museumskasse und 2 historischen Werkstätten sowie der Riesengeige und Riesentuba, das Historische Sägewerk mit Stadtgeschichts- und Sonderausstellung, das Paulus-Schlössel mit dem Musikinstrumenten-Museum und den Weltmusik-Garten.

## Meisterleistungen deutscher Instrumentenbaukunst
Der Verein der Freunde und Förderer des Musikinstrumenten-Museums Markneukirchen e. V. publiziert im Eigenverlag eine Reihe von Fachbüchern mit dem Titel „Meisterleistungen deutscher Instrumentenbaukunst“. In dieser Reihe sind erschienen:
- Thomas Reil, Enrico Weller: Der Klarinettenbauer Oskar Oehler. Band 1. Verein der Freunde und Förderer des Musikinstrumenten-Museums Markneukirchen e.V, Markneukirchen 2008, ISBN 978-3-00-025113-9.
- Christof Hanusch: Weissgerber, Gitarren von Richard Jacob. Band 2. Verein der Freunde und Förderer des Musikinstrumenten-Museums Markneukirchen e.V, Markneukirchen 2011, ISBN 978-3-00-033924-0.
- Peter Thalheimer: Vergessen und wiederentdeckt: Die Blockflöte. Band 3. Verein der Freunde und Förderer des Musikinstrumenten-Museums Markneukirchen e.V, NotaBene-Edition Ilshofen, Markneukirchen 2013, ISBN 978-3-00-042021-4.
- Gunther Joppig: Innovative Holzblasinstrumente der Heckelfamilie. Band 4. Verein der Freunde und Förderer des Musikinstrumenten-Museums Markneukirchen e.V, Markneukirchen 2014, ISBN 978-3-00-046041-8.
- Enrico Weller, Dirk Arzig, Mario Weller: Historische Kataloge vogtländischer Musikinstrumenten-Hersteller und -Händler. Band 5. Verein der Freunde und Förderer des Musikinstrumenten-Museums Markneukirchen e.V, Markneukirchen 2015, ISBN 978-3-00-051390-9.
- Günter Dullat: Faszination Saxophon, der Saxophonbau auf deutschsprachigem Gebiet. Band 6. Verein der Freunde und Förderer des Musikinstrumenten-Museums Markneukirchen e.V, Markneukirchen 2016, ISBN 978-3-00-053236-8.
- Peter Thalheimer: Die Familie der Querflöte: Von Piccolo bis Subkontrabass. Band 7. Verein der Freunde und Förderer des Musikinstrumenten-Museums Markneukirchen e.V, Markneukirchen 2018, ISBN 978-3-9819816-0-5.
- Kai Köpp, Jane Achtmann, Johannes Gebauer: Saitenherstellung in Markneukirchen und im Vogtland. Band 8. Verein der Freunde und Förderer des Musikinstrumenten-Museums Markneukirchen e.V, Markneukirchen 2019, ISBN 978-3-9819816-1-2.

Außerdem erschienen sind:
- Enrico Weller: Blasinstrumentenbau im Vogtland von den Anfängen bis zu Beginn des 20. Jahrhunderts. Verein der Freunde und Förderer des Musikinstrumenten-Museums Markneukirchen e.V, Markneukirchen 2004, ISBN 3-89570-986-7.
- Bernhard Zoebisch: Vogtländischer Geigenbau bis 1850. Verein der Freunde und Förderer des Musikinstrumenten-Museums Markneukirchen e.V, Markneukirchen 2000, ISBN 3-89570-594-2.
- Bernhard Zoebisch: Vogtländischer Geigenbau ab 1850. Verein der Freunde und Förderer des Musikinstrumenten-Museums Markneukirchen e.V, Markneukirchen 2002, ISBN 3-89570-797-X.
- Jan Dayß, Konrad Schwabe: Vogtland-Geige-Mensch. Verein der Freunde und Förderer des Musikinstrumenten-Museums Markneukirchen e.V, Markneukirchen 2015, ISBN 978-3-00-048816-0.

Die Instrumentensammlung des Museums wurde von der Deutschen Post der DDR als Grundlage genommen, im Jahre 1971 eine Sondermarkenserie mit 6 Instrumenten unter dem Titel Musikinstrumente der Völker mit den Nominalwerten 10, 15, 20, 25, 40 und 50 Pfennig herauszugeben.

## Instrumentenbau im Vogtland
Der Musikinstrumentenbau wurde durch zwölf böhmische Geigenbauer aus Graslitz in das sächsische Vogtland gebracht. 1677 gründeten diese die erste deutsche Geigenmacher-Innung in Markneukirchen. Bereits um 1800 wurden sämtliche Orchesterinstrumente in dem ehemaligen Ackerbürgerstädtchen gefertigt. Auch heute stellt man in über 100 Werkstätten und einigen mittelständischen Betrieben Holzblas-, Metallblas-, Streich- und Zupfinstrumente sowie Bogen und Zubehör her. Für das benachbarte Klingenthal ist die Produktion von Mundharmonikas, Akkordeons, Handharmonikas, Konzertinas und Bandoneons typisch. Weitere Orte, in denen Instrumentenbauer arbeiten sind Adorf, Bad Brambach, Erlbach und Schöneck. Die handwerkliche Grundausbildung erfolgt bei den Meistern und im Beruflichen Schulzentrum Vogtland. Einen weiterführenden Bachelorstudiengang für Musikinstrumentenbau gibt es an der Westsächsischen Hochschule Zwickau.